# Совинки
Совинки (чеш. Sovínky) је насељено мјесто са административним статусом варошице (чеш. městys) у округу Млада Болеслав, у Средњочешком крају, Чешка Република.

## Становништво
Према подацима о броју становника из 2014. године насеље је имало 303 становника.